# Pacho O'Donnell
Mario Ernesto O’Donnell, más conocido como Pacho O’Donnell (Buenos Aires, 28 de octubre de 1941), es un escritor, médico especializado en psiquiatría y psicoanálisis, político e historiador argentino.

## Biografía
O'Donell nació en 1941, hijo de Mario Antonio O'Donnell y Susana Lucrecia Ure. En 1965 se graduó de médico en la Facultad de Ciencias Médicas de la Universidad de Buenos Aires. Fue becado por la Universidad de Roma en el período 1965-1966. Se especializó en Psiquiatría, Psicoterapia y Psiconálisis y escribió numerosos artículos y varios libros sobre el tema. Sus estudios e investigaciones se dirigieron hacia la psicoterapia psicoanalítica de grupo por su eficaz y extensiva aplicación en hospitales y obras sociales.
Siendo uno de los referentes de la escuela grupal argentina, basada en los desarrollos de Sigmund Freud y de Enrique Pichon-Rivière, incorporó nociones de la escuela lacaniana aprendidas en contacto con la SEPT de París. Fue Miembro Titular de la International Association of Group Psycotherapy y de la Sociedad Española de Psicología y Terapia de Grupo. Se incorporó al Grupo "Documento" producto de una escisión de la Asociación Psicoanalítica Argentina(APA) . Fundador y presidente de la Escuela Argentina de Psicología Operativa. 
Después del golpe de Estado de 1976, la última dictadura cívico-militar argentina (1976-1983), lo persiguió por sus convicciones democráticas y lo obligó a escapar al exilio en España. Regresó en 1981, y siguiendo leal a sus convicciones democráticas, participó en el histórico "Teatro Abierto" y escribió en la revista Humor.
Con la recuperación democrática argentina en 1983, el presidente Raúl Alfonsín lo designó secretario de Cultura de la ciudad de Buenos Aires, bajo un gobierno radical, desde donde impulsó la recuperación democrática de lo cultural siendo pionero de los espectáculos al aire libre que hicieron que mujeres y hombres salieran de donde habían estado escondidos por el terrorismo de Estado, recuperaran la confianza en el prójimo, se reencontraran con los artistas y pensadores desterrados o prohibidos en «listas negras». Además fomentó el acceso popular a las manifestaciones artísticas a través del Programa Cultural en Barrios, el Programa Cultural en Sindicatos y otros. Gestionó y logró la cesión del edificio de la ex tabacalera Piccardo en la Avenida San Juan para el Museo de Arte Moderno de Buenos Aires (MAMBA). Puso en marcha la popular feria gauchesca de Mataderos.
A nivel nacional, desempeñó el cargo de Secretario de Cultura del presidente Carlos Menem (1993-1997), y durante su gestión se logró la financiación y puesta en marcha del INCAA (Instituto Nacional de Cine y Artes Audiovisuales) y se creó y financió el Instituto Nacional de Teatro, que desde entonces son pilares fundamentales de la actividad cultural argentina. Se puso en funcionamiento también la Biblioteca Nacional y se avanzó en la informatización de las bibliotecas populares. Fue también senador nacional por la Ciudad de Buenos Aires, legislador de la Ciudad de Buenos Aires, Ministro Plenipotenciario en la Embajada Argentina en España y Embajador en Bolivia y Panamá. En dos oportunidades fue presidente del Instituto Cultural Argentino- Israelí (ICAI). 
Volcado a la historiografía, se dedicó a la difusión de la misma, siendo director del Departamento de Historia de la UCES (Universidad de Ciencias Empresariales y Sociales). Durante años O'Donnell se dedicó a la divulgación histórica en los medios masivos; se destacan sus programas en Canal 7 y en Radio Mitre, ambos bajo el nombre de Historia confidencial. Condujo Contar la historia, en Radio Ciudad y el canal Encuentro difundió el ciclo Archivos O’Donnell, de entrevistas sostenidas a lo largo de años con destacadas figuras de la cultura nacional e internacional.
Actualmente conduce el programa Los caminos de Pacho O’Donnell, en Radio Nacional ―que en 2012 y 2014 ganó el Premio Martín Fierro― y tres series anuales bajo el título ¿Qué hubiera pasado si...?, para el canal Encuentro. El canal A24 emitió su programa "Infancias" durante diez años. 
Como dramaturgo obtuvo el Primer Premio Municipal, el Premio Argentores y el Premio Fondo Nacional de las Artes con su obra Escarabajos. También se estrenaron Lo frío y lo caliente, Lobo... ¿estás? (en el primer Teatro Abierto), Vincent y los cuervos, Van Gogh, El sable, El encuentro de Guayaquil, La tentación, Leandro y Lisandro, las cuatro últimas basadas en temas de la historia argentina.
Participó de "Teatro Abierto" en 1981 con su obra Lobo... ¿estás? y del filme documental País cerrado, teatro abierto estrenado en 1990.
Obtuvo los premios Asociación Cronistas del Espectáculo (ACE), Florencio Sánchez y Estrella de Mar, además de menciones en otros.
En noviembre de 2011, el gobierno argentino creó el Instituto Nacional de Revisionismo Histórico Argentino e Iberoamericano Manuel Dorrego ―dependiente de la Secretaría de Cultura de la Nación (hoy Ministerio de Cultura de la Nación)―, cuyos objetivos fueron los de investigar, publicar, difundir y debatir la línea nacional, popular y federalista del campo historiográfico, como alternativa a la línea liberal, elitista y porteñista de nuestra historia oficial. O’Donnell fue designado su primer presidente y revalidó el cargo por otro período. Debió renunciar en marzo del 2014 por motivos de salud y los otros miembros del Instituto lo distinguieron como Presidente Honorario. El Instituto fue cerrado por decreto del presidente Macri para «respetar la pluralidad de ideas».

## Obra
Incursionó con éxito de lectores y críticas en la literatura con sus libros:
Copsi,
El tigrecito de Mompracen,
Las hormigas de Chaplín,
Doña Leonor, los rusos y los yanquis.
Su último libro en este género es Las patrias lejanas. También produjo cuentos publicados originariamente bajo el nombre de La seducción de la hija del portero y años más tarde, con otros relatos agregados, Cuentos completos.
Su producción historiográfica puede ser considerada dentro del revisionismo histórico, con la propuesta de iluminar aspectos ocultos o escamoteados de la historia oficial argentina, a cuya difusión, investigación y jerarquización ha dedicado tiempo y esfuerzos.
Dentro de la serie
La historia argentina que no nos contaron publicó
El grito sagrado,
El águila guerrera,
El Rey Blanco y
Los héroes malditos, todos ellos con importante repercusión.
O’Donnell se volcó asimismo al género biográfico con
Juana Azurduy, la teniente coronela;
Monteagudo, la pasión revolucionaria, que reescribió años después subtitulándolo Pionero y mártir de la Unión Americana;
Juan Manuel de Rosas, el maldito de la historia oficial,
Che, la vida por un mundo mejor, también base del documental Che, el hombre, el final, de vasta difusión mundial;
Caudillos federales,
el ensayo La sociedad de los miedos,
La Gran Epopeya (El combate de la Vuelta de Obligado) y
Breve Historia argentina.
Sus últimas publicaciones son:
Artigas, la versión popular de Mayo
"1815, la primera declaración de Independencia argentina" 
También compiló y prologó La otra historia, que reúne artículos de varios historiadores revisionistas. Publicó en las editoriales más importantes de la Argentina, Planeta, Sudamericana, Penguin Random House, Norma, Aguilar (Santillana).

### Ficción

#### Cuento
- 1975: La seducción de la hija del portero.
- 2012: Cuentos completos.

#### Novela
- 1973: Copsi [el título es una combinación de Coca y Pepsi].
- 1977: Las hormigas de Carlitos Chaplín.
- 1980: El tigrecito de Mompracén.
- 1981: Doña Leonor, los rusos y los yanquis.
- 2007: Las patrias lejanas.

### No ficción

#### Ensayos e historia
- 1994: Juana Azurduy, la teniente coronela.
- 1992: El descubrimiento de Europa.
- 1995: Monteagudo, la pasión revolucionaria.
- 1997: El grito sagrado, hay versión en audiolibro con Alejandro Dolina
- 1998: El águila guerrera.
- 1999: "El gran transformador", prólogo al libro "Universos de mi tiempo" escrito por Carlos Menem
- 2000: El rey blanco.
- 2003: El prójimo.
- 2003: Juan Manuel de Rosas, el maldito de nuestra historia oficial.
- 2003: El Che.
- 2004: Los héroes malditos.
- 2004: Historia confidencial, con José Ignacio García Hamilton y Felipe Pigna.
- 2008: Caudillos federales.
- 2009: La sociedad de los miedos.
- 2010: Historias Argentinas: De la conquista al Proceso.
- 2010: La gran epopeya.
- 2012: Artigas, la versión popular de la Revolución de Mayo.
- 2013: Monteagudo, pionero y mártir de la Unión Americana.
- 2014: Breve historia argentina, de la Conquista a los Kirchner.
- 2015: 1815, la primera declaración de Independencia argentina.

#### Psicología
- 1975: Teoría y técnica de la psicoterapia grupal.
- 1977: La teoría de la transferencia en psicoterapia grupal.
- 1977: El juego – Técnicas lúdicas en psicoterapia (con E. Gili).
- 1984: Análisis freudiano de grupo.

#### Teatro
- 1976: Escarabajos.
- 1977: Lo frío y lo caliente.
- 1981: Lobo ¿estás?. Participación en la primera versión de Teatro Abierto.
- 1983: Vincent y los cuervos.
- 2004: El sable.
- 2005: Van Gogh.
- 2005: El encuentro de Guayaquil.
- 2007: La tentación.
- 2007: La tumba de Lorenzo.
- 2018: A la izquierda del roble.
- 2019: La decisión.
- 2019: Locura-en-trio.
- 2021: Cruzar Los Andes.

## Premios
- El rey Juan Carlos I lo nombró caballero de la Orden de Isabel la Católica.
- Francia le otorgó las Palmas Académicas y también la Orden al Mérito.
- La República de Chile lo honró con la Orden Bernardo O’Higgins.
- La ciudad de Buenos Aires lo distinguió como ciudadano ilustre.
- ACE(Asociación Cronistas del Espectáculo), mejor obra teatro alternativo (2019, 2020 y 2021).

## Vida privada
De su primer matrimonio nacieron dos hijas, Camila y Agustina. Actualmente está casado con una destacada médica, Marina Orsi,  con quien tuvo tres hijos, Juan Manuel, Lucio Nicolás y Victoria.
Su hermano Alejandro O’Donnell fue un médico pediatra que es reconocido como pionero de la nutrición infantil en Argentina, y su hermano Guillermo fue un destacado politólogo de relieve internacional.